# 南明寺
南明寺（なんみょうじ）は、奈良県奈良市阪原町にある真言宗御室派の寺院。山号は医王山。
奈良市の中心部から柳生の里へ通じる柳生街道沿いに位置する。

## 歴史
創建の事情ははっきりしていない。伝承によれば敏達天皇4年（575年）、百済の僧によってこの地に営まれた「槇山千坊」の一であったという（創建年代については宝亀2年・771年とも）。現本堂は鎌倉時代中頃の建築と推定され、境内からはこの時代をさかのぼる遺構や出土品などが見つかっていないことから、実際の創建は鎌倉時代頃ではないかと推定されている。本尊をはじめとする仏像は堂より古い平安時代の作であり、他所から移されたものと考えられている。

## 文化財

### 重要文化財（国指定）
- 本堂（寄棟造瓦葺、鎌倉時代中期[1]）
- 木造薬師如来坐像（一木造漆箔、平安時代中期）
- 木造釈迦如来坐像（一木造漆箔、平安時代中期）
- 木造阿弥陀如来坐像（一木造漆箔、平安時代中期）

## アクセス
- JR奈良駅または近鉄奈良駅より奈良交通バス乗車、阪原バス停下車。